# Yulon Motor
Yulon Motor (кит.: 裕隆汽車; пиньинь: Yùlóng Qìchē) — тайваньский производитель автомобилей, основанный 10 сентября 1953 года.

## История
Компания Yulon Motor была основана 10 сентября 1953 года. Основателем являлся Чинг-Линг Йен. До 1960 года царила эра «пассивной защиты». Вероятность протекционизма составляла 40—60 %.
Первой моделью компании стал автомобиль Jeep CJ образца 1956 года. В 1957 году началось производство двигателей, а в 1960 году началась сборка легковых автомобилей. С февраля 1996 года компания выпускала Nissan Cefiro (A32), который стал самым продаваемым автомобилем Тайване.
В 2009 году были основаны дочерние компании Luxgen и Tobe. С 2010 по 2013 год на Тайване продавался автомобиль Tobe M’Car. В 2020 году было основано совместное предприятие с корпорацией Foxconn, которое занимается выпуском электромобилей под брендом Foxtron.